# Anochetus talpa
Anochetus talpa är en myrart som beskrevs av Auguste-Henri Forel 1901. Anochetus talpa ingår i släktet Anochetus och familjen myror. Inga underarter finns listade i Catalogue of Life.